# Episodi di Diario di una squillo perbene (terza stagione)
La terza stagione della serie televisiva Diario di una squillo perbene è stata trasmessa nel Regno Unito dal 28 gennaio all'11 marzo 2010 su ITV 2.
In Italia è andata in onda in prima visione dal 4 ottobre 2010 al 22 novembre 2010 su Fox Life.
In questa stagione Hannah/Belle ha pubblicato il suo libro e le vendite vanno alla grande. Il suo nuovo confidente, nonché anche editore, diventerà sempre più la sua ossessione fin quando non finiranno per fare l'amore. Da questa avventura, che doveva esser senza impegno, nasce una relazione che vedrà Hannah/Belle innamorarsi nuovamente ma, per non commettere gli stessi errori commessi con il suo ex, vorrà mettere le cose in chiaro: lei è una squillo e ama questo lavoro. Per l'editore non ci sono problemi.
Il problema nascerà quando però al matrimonio di Bambi, con un cliente di cui si innamorerà e verrà ricambiata nonostante quest'ultimo sappia che Bambi è una prostituta, la ragazza sarà costretta a dire ad Hannah, sua migliore amica, che il fidanzato è un suo cliente e si fa chiamare Richard.
Intanto Ben ha una mini-storia con la sorella di Hannah, che sarà troncata, perché è ancora innamorato perso dell'amica, ma non ricambiato.
| nº | Titolo originale | Titolo italiano | Prima TV UK      | Prima TV Italia  |
| -- | ---------------- | --------------- | ---------------- | ---------------- |
| 1  | Episode 3.1      | Episodio 1      | 28 gennaio 2010  | 4 ottobre 2010   |
| 2  | Episode 3.2      | Episodio 2      | 28 gennaio 2010  | 11 ottobre 2010  |
| 3  | Episode 3.3      | Episodio 3      | 4 febbraio 2010  | 18 ottobre 2010  |
| 4  | Episode 3.4      | Episodio 4      | 11 febbraio 2010 | 25 ottobre 2010  |
| 5  | Episode 3.5      | Episodio 5      | 18 febbraio 2010 | 1º novembre 2010 |
| 6  | Episode 3.6      | Episodio 6      | 25 febbraio 2010 | 8 novembre 2010  |
| 7  | Episode 3.7      | Episodio 7      | 4 marzo 2010     | 15 novembre 2010 |
| 8  | Episode 3.8      | Episodio 8      | 11 marzo 2010    | 22 novembre 2010 |